# Heteropsis flexuosa
Heteropsis flexuosa är en kallaväxtart som först beskrevs av Carl Sigismund Kunth, och fick sitt nu gällande namn av George Sydney Bunting. Heteropsis flexuosa ingår i släktet Heteropsis och familjen kallaväxter.

## Underarter
Arten delas in i följande underarter:
- H. f. flexuosa
- H. f. maguirei